# Echiniscus curiosus
Echiniscus curiosus är en djurart som tillhör fylumet trögkrypare, och som beskrevs av Claxton 1996. Echiniscus curiosus ingår i släktet Echiniscus och familjen Echiniscidae. Inga underarter finns listade i Catalogue of Life.